# IJssport Vereniging Leiden
De IJssport Vereniging Leiden (IJVL) is een schaatsvereniging in de Nederlandse stad Leiden. De thuisbaan is de IJshal de Vliet in Leiden. Tevens worden er ook schaatstrainingen door de club verzorgd op De Uithof in Den Haag en de Kunstijsbaan Kennemerland in Haarlem. De club biedt in de zomer ook skeeler-, fiets-, en droogtraining aan op verschillende plekken in de omgeving van Leiden.
De IJVL werd opgericht in het voorjaar van 1986, met als voornaamste doel het behoud van de Leidse Schaatshal, waarvan het voortbestaan destijds niet zeker was.
De IJVL heeft geen eigen landijsbaan en ook geen eigen clubhuis. 

## Disciplines
Bij de IJVL worden de volgende disciplines beoefend: 
- Langebaan
- Marathon
- Inline Skaten

## Prominente leden en oud-leden
Deelgenomen aan Olympische Winterspelen:
- Margot Boer
- Kjeld Nuis
- Laurine van Riessen

Overige prominente leden:
- Roxanne van Hemert
- Tijmen Snel